# Plegafulles del Perú
El plegafulles del Perú (Thripadectes scrutator) és una espècie d'ocell de la família dels furnàrids (Furnariidae).

## Hàbitat i distribució
Habita el sotabosc de la selva humida, localment als Andes de Perú i centre de Bolívia.